# PSIS Semarang
PSIS Semarang  is een Indonesische voetbalclub uit de stad Semarang, Midden-Java. De club werd in 1987 eenmaal landskampioen.

## Erelijst
| Competitie                       | Winnaar | Winnaar | Runner up | Runner up |
| Competitie                       | Aantal  | Jaren   | Aantal    | Jaren     |
| -------------------------------- | ------- | ------- | --------- | --------- |
| Indonesische voetbalbond (PSSI)  |         |         |           |           |
| Indonesisch voetbalkampioenschap | 1×      | 1987    | -         | -         |
| Tweede voetbalcompetitie         | 1×      | 1999    | 1×        | 2006      |

Arema ·
Bali United ·
Barito Putera ·
Bhayangkara ·
Borneo ·
Kalteng Putra ·
Madura United ·
Persebaya Surabaya ·
Persela ·
Perseru ·
Persib ·
Persija ·
Persipura ·
PSIS Semarang ·
PSM ·
PSS Sleman ·
Semen Padang ·
PS-TIRA ·